# Јатаци
Јатак (у множини Јатаци) је назив за помагаче побуњенима и одбјеглима. Јатаци су обезбјеђивали преноћиште, храну и смјештај. У доба Османског царства, јатаци су били помагачи хајдука.

## Јатаци и хајдуци
Према народном предању, у вријеме Османског царства хајдуци су се састајали (хајдучки састанак) у прољеће на Ђурђевдан, а растајали у јесен на Митровдан (хајдучки растанак). У периоду између Митровдана и Ђурђевдана су се повлачили из шума због зиме и остајали у кућама својих повјерљивих људи, јатака, углавном прерушени. Јатаци су живјели у селима и набављали храну за хајдуке и чували их у својим кућама у случајевима потјера и неприлика. Хајдуци су заузврат њима помагали и доносили им дио заробљеног блага. Кад би неки јатак издао хајдука, слиједила је тешка освета која се обично завршавала смрћу.

## Модерно доба
У новије вријеме јатацима су називани помагачи Ратка Младића, Радована Караџића, Стојана Жупљанина и других официра и политичара Републике Српске.